# Neodythemis nyungwe
Neodythemis nyungwe är en trollsländeart som beskrevs av Klaas-Douwe B. Dijkstra och Vick 2006. Neodythemis nyungwe ingår i släktet Neodythemis och familjen segeltrollsländor. IUCN kategoriserar arten globalt som nära hotad. Inga underarter finns listade i Catalogue of Life.